# 溧水区
溧水区（りつすい-く）は中華人民共和国江蘇省南京市に位置する市轄区。区人民政府は永陽街道にある。

## 区名
「溧」の字について、現地政府機関の公式サイトにおいても、しばしば文字の混用が見られる。例えば潥水県人民法院などは「三水」に「粟」（あわ）の「潥水」の表記となっている。一方、南京市溧水区人民政府公式ネットでは「三水」に「栗」（くり）の「溧水」表記となっている。

## 地理
南京市中心部から南に42km、長江デルタの最西端の丘陵地に位置する。南京市城内を貫く秦淮河の源流、溧水河が流れる。

## 歴史
隋朝になると591年（開皇11年）に溧水県が設置された。元代になると元貞初年に溧水州に昇格したが、明朝が成立すると溧水県に戻されていた。2013年2月8日に市轄区の溧水区に改編された。

## 行政区画
下部に5街道、3鎮、1開発区を管轄する。
| 番号 | 区域名     | 番号 | 区域名   |
| ---- | ---------- | ---- | -------- |
| 01   | 永陽街道   | 06   | 東屏街道 |
| 02   | 柘塘街道   | 07   | 洪藍街道 |
| 03   | 石湫街道   | 08   | 白馬鎮   |
| 04   | 晶橋鎮     | 09   | 和鳳鎮   |
| 05   | 溧水開発区 |      |          |